# Peter Bowles
Peter Bowles (Londra, 16 ottobre 1936 – 17 marzo 2022) è stato un attore britannico.

## Filmografia parziale

### Attore

#### Cinema
- Blow-Up, regia di Michelangelo Antonioni (1966)
- I seicento di Balaklava (The Charge of the Light Brigade), regia di Tony Richardson (1968)
- Assassination Bureau (The Assassination Bureau), regia di Basil Dearden (1969)
- In fondo al buio (Laughter in the Dark), regia di Tony Richardson (1969)
- Il ragazzo ha visto l'assassino e deve morire (Eyewitness), regia di John Hough (1970)
- Champagne per due dopo il funerale (Endless Night), regia di Sidney Gilliat (1972)
- Riflessi in uno specchio scuro (The Offence), regia di Sidney Lumet (1973)
- Dopo la vita (The Legend of Hell House), regia di John Hough (1973)
- Per amore di Beniamino (For the Love of Benji), regia di Joe Camp (1977)
- ...unico indizio, un anello di fumo (The Disappearance), regia di Stuart Cooper (1977)
- La rapina perfetta (The Bank Job), regia di Roger Donaldson (2008)
- Lilting, regia di Hong Khaou (2014)

#### Televisione
- The Protectors – serie TV, episodio 1x02 (1964)
- Il prigioniero (The Prisoner) – serie TV, episodio 1x03 (1967)
- Agente speciale (The Avengers) – serie TV, episodio 5x03 (1967)
- Happy Ever After – serie TV, episodi 1x04-2x02 (1969-1970)
- Attenti a quei due (The Persuaders!) – serie TV, episodio 1x15 (1971)
- Gli invincibili (The Protectors) – serie TV, episodio 1x12 (1972)
- I sopravvissuti (Survivors) – serie TV , episodio 1x01 (1975)
- Spazio 1999 (Space: 1999) – serie TV, episodio 1x16 (1976)
- Ballet Shoes, regia di Sandra Goldbacher – film TV (2007)
- Poirot (Agatha Christie's Poirot) – serie TV, episodio 11x03 (2008)
- Victoria – serie TV, 14 episodi (2016-2019)

### Produttore
- Gangster nº 1 (Gangster No. 1), regia di Paul McGuigan (2000)

## Doppiatori italiani
Nelle versioni in italiano delle opere in cui ha recitato, Peter Bowles è stato doppiato da:
- Dario Penne ne La rapina perfetta, Victoria
- Ferruccio Amendola ne I seicento di Balaklava
- Renato Mori in Attenti a quei due
- Manlio De Angelis in Champagne per due dopo il funerale
- Renato Cortesi in Punto di vista
- Sergio Tedesco in Poirot